# Marina Comparato
Marina Comparato (Perugia, 1970) è un mezzosoprano italiano.
Inizia la carriera specializzandosi soprattutto nel repertorio barocco, classico e belcantista segnatamente quelli mozartiano, rossiniano. Tra i ruoli maggiormente interpretati si ricordano quello di Cherubino ne Le nozze di Figaro e Rosina ne Il barbiere di Siviglia. A partire dal 2016-17 amplia il repertorio affrontando i ruoli del repertorio romantico ottocentesco, segnatamente quello di Carmen, che debutta al Gran Teatro La Fenice di Venezia sotto la direzione di Myung-whun Chung e di Charlotte nel Werther (opera) che debutta lo stesso anno al Teatro Massimo Vittorio Emanuele di Palermo. Il ruolo di Carmen verrà ripreso successivamente in diverse produzioni, tra cui al Maggio Musicale Fiorentino.

## Biografia
Inizia a studiare pianoforte a 7 anni e dopo la laurea in Scienze Politiche all'Università degli studi di Firenze si diploma in canto al Conservatorio Luigi Cherubini di Firenze. Nel 1996 debutta in Elektra di Strauss al Maggio Musicale Fiorentino sotto la direzione di Claudio Abbado e l'anno successivo vince il Concorso del Teatro lirico sperimentale "Adriano Belli" di Spoleto nella cui stagione debutta i ruoli di Siebel in Faust e Sesto in La clemenza di Tito.
Da allora inizia una carriera internazionale che la porterà ad esibirsi nei maggiori teatri lirici italiani ed esteri, tra i quali: Rossini Opera Festival, Opera di Roma, Teatro Carlo Felice di Genova, Teatro Regio di Torino, La Fenice di Venezia, Teatro comunale di Bologna, Teatro Massimo di Palermo, San Carlo di Napoli, Teatro alla Scala di Milano, Opéra National de Paris, Opera di Amsterdam, La Monnaie di Bruxelles, Festival di Glyndebourne, Teatro Real di Madrid, Festival di Salisburgo.
Molto attiva anche in ambito concertistico, si è esibita in diverse sale da concerto tra cui: Accademia di Santa Cecilia, Concertgebouw di Amsterdam, Royal Albert Hall e Barbican Center di Londra, NHK Concert Hall di Tokio.
Ha collaborato con diversi direttori quali: Claudio Abbado, Roberto Abbado, Riccardo Chailly, Myung-whun Chung, Kent Nagano, James Conlon, sir Andrew Davis, Marc Minkowski, John Eliot Gardiner, Gianluigi Gelmetti, Zubin Mehta, Christophe Rousset, René Jacobs, Jeffrey Tate.

## Repertorio
| Ruolo                 | Titolo                         | Autore         |
| --------------------- | ------------------------------ | -------------- |
| Ascagne               | Les Troyens                    | Berlioz        |
| Carmen                | Carmen                         | Bizet          |
| Mallika               | Lakmé                          | Delibes        |
| Smeton                | Anna Bolena                    | Donizetti      |
| Rodrigo               | Pia de' Tolomei                | Donizetti      |
| Dimitri               | Fedora                         | Giordano       |
| Siebel                | Faust                          | Gounod         |
| Sesto Pompeo          | Giulio Cesare in Egitto        | Händel         |
| Amore                 | L'arbore di Diana              | Martin y Soler |
| Charlotte             | Werther                        | Massenet       |
| Messaggera Proserpina | L'Orfeo                        | Monteverdi     |
| Fortuna Minerva       | Il ritorno di Ulisse in patria | Monteverdi     |
| Giacinta              | La finta semplice              | Mozart         |
| Cecilio               | Lucio Silla                    | Mozart         |
| Cherubino             | Le nozze di Figaro             | Mozart         |
| Zerlina               | Don Giovanni                   | Mozart         |
| Despina Dorabella     | Così fan tutte                 | Mozart         |
| Zweiter Dame          | Die Zauberflöte                | Mozart         |
| Fëdor                 | Boris Godunov                  | Musorgskij     |
| Chiarella             | L'osteria di Marechiaro        | Paisiello      |
| Emilia                | Il Socrate immaginario         | Paisiello      |
| Serpina               | La serva padrona               | Paisiello      |
| Viridate              | Il prigionier superbo          | Pergolesi      |
| Adriano               | Adriano in Siria               | Pergolesi      |
| Un musico             | Manon Lescaut                  | Puccini        |
| Ciesca                | Gianni Schicchi                | Puccini        |
| Conception            | L'Heure espagnole              | Ravel          |
| L'Enfant              | L'Enfant et les sortilèges     | Ravel          |
| Rosina                | Il barbiere di Siviglia        | Rossini        |
| Emilia                | Otello                         | Rossini        |
| Emma                  | Zelmira                        | Rossini        |
| Isolier               | Le Comte Ory                   | Rossini        |
| Paggio di Erodiade    | Salomè                         | Strauss        |
| Ancella               | Elettra                        | Strauss        |
| Rinaldo               | Armida                         | Traetta        |
| Ismene                | Antigona                       | Traetta        |
| Fenena                | Nabucco                        | Verdi          |
| Elena                 | Aroldo                         | Verdi          |
| Mrs Meg Page          | Falstaff                       | Verdi          |
| Tigrinda              | Orlando finto pazzo            | Vivaldi        |
| Abra Vagaus           | Juditha triumphans             | Vivaldi        |
| Emireno               | Armida al campo d'Egitto       | Vivaldi        |
| Anastasio             | Giustino                       | Vivaldi        |
| Fanciulla fiore       | Parsifal                       | Wagner         |
| Fatima                | Oberon                         | Weber          |

## Discografia essenziale
Marina Comparato ha una cospicua attività discografica in CD e DVD, della quale le incisioni più importanti comprendono:
- Aroldo di Verdi: con Neil Shicoff, Caroll Vaness, Roberto Scandiuzzi; Orchestra del Maggio Musicale, dir. Fabio Luisi; Philips, 2001
- Juditha Triumphans di Vivaldi (RV 644): con Magdalena Kozena, Maria Josè Trullu, Anke Hermann, Tiziana Carraro; Academia Montis Regalis, dir. Alessandro De Marchi; Naïve OP30316, 2001 (Gramophone Editor's Choice - Diapason d'or - 'Choc' du Monde de la Musique)
- Giustino di Vivaldi (RV 717): con Dominique Labelle, Francesca Provvisionato, Laura Cherici, Geraldine McGreevy, Leonardo De Lisi; Il Complesso Barocco, dir. Alan Curtis; Virgin Classics, 2002
- Oberon di Weber: con Jonas Kaufmann, Hillevi Martinpellto, William Dazley; Orchestre Revolutionaire et Romantique, dir. John Eliot Gardiner, Philips, 2005
- Orlando finto pazzo di Vivaldi (RV 727): con Antonio Abete, Gemma Bertagnolli, Sonia Prina, Martin Oro, Marianna Pizzolato; Academia Montis Regalis, Alessandro De Marchi; Naïve OP30392 (Gramophone Editor's Choice - R10 de Classica-Répertoire)
- Gianni Schicchi di Puccini in DVD: con Daniela Barcellona, Bruno De Simone, Aquiles Machado; Orchestra reale del Concertgebouw, Riccardo Chailly; RCODVD, 2001
- Le nozze di Figaro di Mozart in DVD: con Patrizia Ciofi, Eteri Gvazava, Giorgio Surjan, Lucio Gallo; Orchestra del Maggio Musicale, dir. Zubin Mehta, TDK, 2005
- La finta semplice di Mozart in DVD: con Malin Hartelius, Silvia Moi, Jeremy Ovenden; dir. Michael Hofstetter, Deutsche Grammophon, 2007
- Artaserse di Terradellas: con Annamaria Panzarella, Delphine Ricci, Sunhae Im; Real Compania Opera da Camara, dir. Juan Bautista Otero, RCOC, 2009
- L'arbore di Diana di Martìn y Soler in DVD: con Ofelia Sala, Dimitri Korchak, Christian Senn, Joel Prieto; Orchestra Reina Sofia Valencia, dir. Ruben Dubrovsky, 2010
- Armida al campo d'Egitto di Vivaldi (RV 699): con Martin Oro, Romina Basso, Sara Mingardo, Monica Bacelli; Concerto Italiano, dir. Rinaldo Alessandrini; Naïve OP30492
- Fedora di Giordano: con Plácido Domingo, Angela Gheorghiu; Orchestre Symphonique de la Monnaie, dir. Alberto Veronesi, Deutsche Grammophon, 2011
- Adriano in Siria di Pergolesi in DVD: con Lucia Cirillo, Anna Maria Dell'Oste, Nicole Heaston; Accademia Bizantina, dir. Ottavio Dantone, OpusArte, 2011
- Il prigionier superbo di Pergolesi in DVD: con Marina De Liso, Marina Rodriguez Cusi, Antonio Lozano, Ruth Rosique; Accademia Barocca de I Virtuosi Italiani, dir. Corrado Rovaris, OpusArte, 2012
- Girolamo Crescentini: 6 cantate e 18 ariette di Crescentini: disco solista, Gianni Fabbrini al fortepiano; Tactus, 2012
- Pauline Viardot: Mélodies, Chopin Mazurkas and other songs: disco solista, Elisa Triulzi pianoforte, Brilliant, 2014
- Vittorio Zago, Hommage a Federico García Lorca: disco solista, Marco Minà chitarra, Novantiqua, 2019
- Zelmira di Gioachino Rossini, con Silvia Dalla Benetta, Mert Sungu, Joshua Stewert, Federico Sacchi, Luca Dall'amico, dir- Gianluigi Gelmetti; Naxos Records, 2020